# Ayuntamiento de La Coruña
El Ayuntamiento de La Coruña (en gallego: Concello da Coruña) es el órgano de gobierno y administración local del municipio de La Coruña, en la provincia homónima de España. 
Está presidido por el alcalde o alcaldesa de La Coruña que, desde 1979, es elegido/a democráticamente. Actualmente, ocupa dicho cargo Inés Rey, del PSG-PSOE, en el cargo desde 2019, año en el que sucedió a Xulio Ferreiro de la Marea Atlántica, quien ostentó la alcaldía desde 2015.

## Gobierno 2023-2027
Alcaldesa: Inés Rey
Primer teniente de alcalde: José Manuel Lage Tuñas
Segunda teniente de alcalde: Nereida María Canosa Domínguez
Tercer teniente de alcalde: Eudoxia María Neira Fernández
Cuarto teniente de alcalde: Gonzalo Henrique Castro Prado
Quinta teniente de alcalde: Noemí Díaz Vázquez
Sexto teniente de alcalde: Francisco Dinís Díaz Gallego
Concejal de Cultura e Turismo: Gonzalo Henrique Castro Prado
Concejal de Economía e Planificación Estratégica: José Manuel Lage Tuñas

## Casa consistorial
Hasta el año 1897, el ayuntamiento se encontraba en la ciudad vieja. Sin embargo, en ese año se inauguró la nueva casa consistorial, localizada en la plaza de María Pita, de estilo modernista. El actual edificio data de 1918 y fue terminado por el arquitecto municipal Pedro Mariño.

## Alcaldes
| Periodo   | Nombre                                                                           | Partido                                               |
| --------- | -------------------------------------------------------------------------------- | ----------------------------------------------------- |
| 1979-1983 | Domingos Rafael Merino Mexuto (1979-81) Joaquín López Menéndez (1981-83)         | Unidade Galega (UG) Unión de Centro Democrático (UCD) |
| 1983-1987 | Francisco Vázquez Vázquez                                                        | Partido dos Socialistas de Galicia (PSdeG-PSOE)       |
| 1987-1991 | Francisco Vázquez Vázquez                                                        | Partido dos Socialistas de Galicia (PSdeG-PSOE)       |
| 1991-1995 | Francisco Vázquez Vázquez                                                        | Partido dos Socialistas de Galicia (PSdeG-PSOE)       |
| 1995-1999 | Francisco Vázquez Vázquez                                                        | Partido dos Socialistas de Galicia (PSdeG-PSOE)       |
| 1999-2003 | Francisco Vázquez Vázquez                                                        | Partido dos Socialistas de Galicia (PSdeG-PSOE)       |
| 2003-2007 | Francisco Vázquez Vázquez (2003-06) Francisco Javier Losada de Azpiazu (2006-07) | Partido dos Socialistas de Galicia (PSdeG-PSOE)       |
| 2007-2011 | Francisco Javier Losada de Azpiazu                                               | Partido dos Socialistas de Galicia (PSdeG-PSOE)       |
| 2011-2015 | Carlos Negreira Souto                                                            | Partido Popular de Galicia (PPdeG)                    |
| 2015-2019 | Xulio Xosé Ferreiro Baamonde                                                     | Marea                                                 |
| 2019-2023 | Inés Rey García                                                                  | Partido dos Socialistas de Galicia (PSdeG-PSOE)       |
| 2023-act. | Inés Rey García                                                                  | Partido dos Socialistas de Galicia (PSdeG-PSOE)       |

## Pleno
| Partido político | Partido político                                                            | 2023   | 2019   | 2015   | 2011   | 2007   | 2003   | 1999   | 1995   | 1991   | 1987   | 1983   | 1979   |
| Partido político | Partido político                                                            | Ediles | Ediles | Ediles | Ediles | Ediles | Ediles | Ediles | Ediles | Ediles | Ediles | Ediles | Ediles |
|                  | Partido dos Socialistas de Galicia (PSdeG-PSOE)                             | 11     | 9      | 6      | 8      | 11     | 14     | 17     | 15     | 18     | 17     | 14     | 6      |
|                  | Partido Popular de Galicia (PPdeG)-Alianza Popular (AP)                     | 12     | 9      | 10     | 14     | 10     | 7      | 7      | 10     | 9      | 8      | 8      | 4      |
|                  | Bloque Nacionalista Galego (BNG)                                            | 4      | 2      | 1      | 4      | 6      | 6      | 3      | 2      | 0      | 0      | 0      | 2      |
|                  | Marea Atlántica (MA)-Esquerda Unida (EU)-Partido Comunista de Galicia (PCG) | 0      | 6      | 10     | 1      | 0      | 0      | 0      | 0      | 0      | 0      | 0      | 2      |
|                  | Cidadáns (Cs)                                                               | 0      | 1      | 0      | —      | —      | —      | —      | —      | —      | —      | —      | —      |
|                  | Centro Democrático y Social (CDS)-Unión de Centro Democrático (UCD)         | —      | —      | —      | —      | —      | —      | —      | —      | 0      | 2      | 0      | 8      |
|                  | La Coruña Unida (LCU)                                                       | —      | —      | —      | —      | —      | —      | —      | —      | —      | —      | 5      | —      |
|                  | Unidade Galega (UG)                                                         | —      | —      | —      | —      | —      | —      | —      | —      | —      | —      | —      | 5      |

## Resultados electorales históricos
| Partido político                                                            | 2023   | 2023       | 2023   | 2019  | 2019       | 2019   | 2015  | 2015       | 2015   | 2011  | 2011       | 2011   | 2007  | 2007       | 2007   | 2003  | 2003       | 2003   | 1999  | 1999       | 1999   | 1995  | 1995       | 1995   | 1991  | 1991       | 1991   | 1987  | 1987       | 1987   | 1983  | 1983       | 1983   | 1979  | 1979       | 1979   |
| Partido político                                                            | %      | Concejales | Votos  | Votos | Concejales | %      | Votos | Concejales | %      | Votos | Concejales | %      | Votos | Concejales | %      | Votos | Concejales | %      | Votos | Concejales | %      | Votos | Concejales | %      | Votos | Concejales | %      | Votos | Concejales | %      | Votos | Concejales | %      | Votos | Concejales | %      |
| Partido dos Socialistas de Galicia (PSdeG-PSOE)                             | 31,35  | 11         | 36 188 | 30,02 | 9          | 37 531 | 18,34 | 6          | 21 874 | 26,66 | 8          | 31 341 | 35,00 | 11         | 41 290 | 45,70 | 14         | 57 150 | 56,34 | 17         | 66 911 | 51,52 | 15         | 69 705 | 59,26 | 18         | 66 445 | 50,97 | 17         | 55 900 | 43,65 | 14         | 43 595 | 20,51 | 6          | 17 903 |
| Partido Popular de Galicia (PPdeG)-Alianza Popular (AP)                     | 36,54  | 12         | 42 181 | 30,34 | 9          | 37 930 | 30,90 | 10         | 36 885 | 31,35 | 11         | 36 188 | 31,43 | 10         | 37 087 | 24,06 | 7          | 30 083 | 24,69 | 7          | 29 321 | 36,31 | 10         | 49 135 | 28,86 | 9          | 32 353 | 24,70 | 8          | 27 094 | 25,93 | 8          | 25 898 | 13,09 | 4          | 11 428 |
| Bloque Nacionalista Galego (BNG)                                            | 13,64% | 4          | 15 754 | 7,16  | 2          | 8950   | 5,71  | 1          | 6807   | 12,05 | 4          | 14 165 | 20,69 | 6          | 24 415 | 22,70 | 6          | 28 382 | 13,02 | 3          | 15 460 | 7,93  | 2          | 10 735 | 4,81  | 0          | 5389   | 2,46  | 0          | 2700   | 1,92  | 0          | 1913   | 8,33  | 2          | 7268   |
| Marea Atlántica (MA)-Esquerda Unida (EU)-Partido Comunista de Galicia (PCG) | 4,87   | 0          | 5627   | 20,23 | 6          | 25 290 | 30,88 | 10         | 36 857 | 6,02  | 1          | 7075   | 3,23  | 0          | 3806   | 2,52  | 0          | 3156   | 1,33  | 0          | 1583   | 2,63  | 0          | 3560   | 1,89  | 0          | 2121   | 2,11  | 0          | 2422   | 2,61  | 0          | 2609   | 8,75  | 2          | 7639   |
| Cidadáns (Cs)                                                               | 0,41   | 0          | 477    | 5,80  | 1          | 7245   | 4,89  | 0          | 5830   | —     | —          | —      | —     | —          | —      | —     | —          | —      | —     | —          | —      | —     | —          | —      | —     | —          | —      | —     | —          | —      | —     | —          | —      | —     | —          | —      |
| Centro Democrático y Social (CDS)-Unión de Centro Democrático (UCD)         | —      | —          | —      | —     | —          | —      | —     | —          | —      | —     | —          | —      | —     | —          | —      | —     | —          | —      | —     | —          | —      | —     | —          | —      | 1,22  | 0          | 1368   | 7,26  | 2          | 7967   | 1,50  | 0          | 1498   | 28,05 | 8          | 24 480 |
| La Coruña Unida (LCU)                                                       | —      | —          | —      | —     | —          | —      | —     | —          | —      | —     | —          | —      | —     | —          | —      | —     | —          | —      | —     | —          | —      | —     | —          | —      | —     | —          | —      | —     | —          | —      | 16,03 | 5          | 16 007 | —     | —          | —      |
| Unidade Galega (UG)                                                         | —      | —          | —      | —     | —          | —      | —     | —          | —      | —     | —          | —      | —     | —          | —      | —     | —          | —      | —     | —          | —      | —     | —          | —      | —     | —          | —      | —     | —          | —      | —     | —          | —      | 17,26 | 5          | 15 060 |

## Evolución de la deuda viva municipal
El concepto de deuda viva contempla sólo las deudas con cajas y bancos relativas a créditos financieros, valores de renta fija y préstamos o créditos transferidos a terceros, excluyéndose, por tanto, la deuda comercial.
| Gráfica de evolución de la deuda viva del Ayuntamiento entre 2008 y 2023                            |
| |
| Deuda viva del Ayuntamiento de La Coruña, en miles de euros, según datos del Ministerio de Hacienda |